# Camino Natural del Valle de Toranzo
El Camino Natural del Valle de Toranzo es un itinerario perteneciente a la Red de Caminos Naturales de España, un proyecto desarrollado por el Ministerio de Agricultura, Pesca y Alimentación, que se encarga de la recuperación de antiguas infraestructuras relacionadas con el transporte y la comunicación, que actualmente se encuentran en desuso o en estado de abandono, para su uso senderista y ciclista.
Este Camino Natural discurre por Corvera de Toranzo, y cuenta en su totalidad con 15,2 kilómetros de vía divididas en dos tramos.

## Localización
Este Camino Natural recorre la cuenca del Pas en el Valle de Toranzo, situado en la comarca de Pas-Miera, más conocida como Valles Pasiegos. Corvera del Toranzo limita al norte con Puente Viesgo, al sur con Luena, al este con Santiurde de Toranzo y al oeste con Arenas de Iguña, Anievas y San Felices de Buelna.

## Historia
Corvera de Toranzo cuenta con una historia destacada. Perteneció como señorío a los marqueses de Aguilar de Campoo y cuenta con un rico patrimonio artístico. Destaca, sobre todo, su arquitectura civil, concretamente las casonas y palacios blasonados de familias como la Ceballos, Ruiz de Bustamante y Ruiz de Villegas, y por otra parte la Torre de Agüero, en San Vicente de Toranzo.

## Descripción por tramos

### Tramos habilitados
Este Camino se divide en dos etapas, de más o menos misma distancia:

##### Ruta de Corvera
El primer tramo habilitado empieza en un camino asfalto junto a la iglesia de Prases, en un entorno rodeado de robles, higueras y eucaliptos. Tras su primer cruce se gira a la derecha para discurrir junto a la orilla del Pas, continuando recto un buen tramo hasta torcer a la izquierda y cruzar un puente de madera sobre un arroyo. Tras ellos, el sendero sigue entre campos de cultivo y chopos hasta llegar a un cruce, donde se debe girar a la izquierda, en dirección Corvera. Atravesando unas naves industriales se entra en el pueblo y continúa atravesándolo, dejando atrás un cruce, y callejeando entre casas hasta abandonar la localidad. El itinerario atraviesa la N-623 y continúa recto hasta otro cruce donde gira a la izquierda y toma un camino de hierba. Vuelve a pasar por viviendas hasta volver a coger otro camino de hierba y grava y baja por una calle que vuelve a cruzar la carretera. Sigue el Camino ahora por las calles de Corvera, hasta que llega a una bifurcación con tres salidas, donde hay que continuar de frente hasta un segundo cruce en el que habrá que girar a la derecha pasando una explotación bovina y un campo de fútbol.
Sigue entonces por una carretera asfaltada hasta su llegada a Cillero, donde atraviesa sus calles pasando junto a su iglesia, y abandona el pueblo para tomar la recta final de la ruta. El Camino vuelva a su punto de partida en la iglesia de Prases.

##### Ruta de Ontaneda
Esta ruta circular comienza en la carretera CA-602, más concretamente, junto al balneario de La Alceda. Va por la carretera bordeando el parque y cruzando el río Pas para continuar entre prados. El Camino va entonces dirección Vejorís y, tras superarlo, pasa por prados y campos de cultivos hasta llegar a San Martín de Toranzo. Ya en el pueblo, la ruta continúa hasta un cruce donde se debe girar a la izquierda y coger una carretera asfaltada que pasa junto a la iglesia y un parque. Sigue hasta llegar a un puente de hierro que cruza el río Pas y luego tuerce a la izquierda pasando por un aserradero.
Continuando se pasa un cruce y una senda asfaltada lleva al viajero paralelo al río entre sauces, chopos, alisos, avellanos, madroños y fresnos hasta llegar a la piscina municipal de Ontaneda. Desde aquí continúa hasta un cruce donde vuelve al parque de La Alceda, donde retoma la carretera asfaltada hasta el final del mismo y tras atravesar una zona verde vuelve al balneario.

## Otros datos de interés

### Balneario de La Alceda
Ubicado al lado del río Pas y rodeado de árboles, cuenta con aguar termales procedentes de las montañas de Cantabria y es uno de los sitios más turísticos de la zona.

### El humedal de la Furta
Es un embalse natural conocido por ser lugar de crías, paso o hibernación de multitud de especies de aves acuáticas como el pato, el ánade azulón, el porrón europeo, el pardo y la garza real. Desde 2003 está catalogado como ZEPA y cuenta con su propio observatorio.